# Gerris gillettei
Gerris gillettei är en insektsart som beskrevs av Lethierry och Severin 1896. Gerris gillettei ingår i släktet Gerris och familjen skräddare. Inga underarter finns listade i Catalogue of Life.